# Ōgure Ito
大暮・維人
Œuvres principales
Première œuvre : September Kiss
Autres ouvrages :
- Burn Up W
- La caresse du fouet
- Enfer et Paradis
- Majin Devil
- Himiko-den
- Air Gear
- Biorg Trinity

Ito Ōgure (大暮・維人, Ōgure Ito, plus connu sous le pseudonyme « Oh! Great ») est un dessinateur de manga japonais. Il est né le 22 février 1972 à Hyūga dans la Préfecture de Miyazaki, au Japon.
Plusieurs de ses œuvres ont été adaptées en série d'animation, dont Enfer et Paradis et Air Gear.

## Pseudonyme
Au Japon, le nom se plaçant avant le prénom, Ito Ōgure donne donc Ōgure Ito. Or la phrase Oh! Great prononcée par un Japonais donne Ō gurēto. Ei étant à peu près équivalent à ē en japonais, l'identité du mangaka se prononce donc presque parfaitement comme la phrase, à une pause près.

## Biographie
Ōgure Ito ne se destine pas au départ à une carrière de mangaka. Simple salarié à 22 ans, sa passion pour le pachinko le couvre de dettes. Il envoie alors une nouvelle de quelques planches à un concours organisé par le magazine Comic Hot Milk en 1993. Il ne gagne pas le concours mais est lauréat, ce qui lui permet de remporter la somme de 100 000 yens (environ 700 euros).
Peu après, il démissionne de son travail et se consacre entièrement au manga. Il publie en 1995 sa première œuvre September Kiss dans le magazine Comic Hot Milk. Il dessine alors essentiellement des mangas ecchi dans des magazines pour adultes. Ses titres érotiques les plus connus sont Angel Room, 5-Five et Junk Story.
À la recherche de son public, il publie sa première série non érotique, Burn Up W, issue de la série d'animation Burn Up. Mais le magazine de pré-publication Shōnen Captain disparait et la série est interrompue.
Il s'essaye alors dans de nombreux genres comme le seinen avec Enfer et Paradis (天上天下, Tenjō Tenge) ou encore le shōnen avec Air Gear (エアギア). Ses deux œuvres ont d'ailleurs été adaptées en anime, et la deuxième lui a permis de recevoir en 2006 le Prix du manga de son éditeur Kōdansha, catégorie Shōnen.

## Style
La qualité principale de cet auteur reste la précision graphique ; le design des personnages est très soigné. Ils sont tous dotés d'une plastique très aguichante et sensuelle. Mais l'auteur va plus loin, il soigne également le style vestimentaire de ses personnages et on voit qu'il s'inspire de la mode urbaine, au look jeune et dynamique.
Notons aussi que son style dépasse le cadre des genres qu'il choisit par la présence d'une violence physique recherchée par les protagonistes. Sans que la violence morale soit en reste. Seule l'amitié reste une valeur sûre. En somme on est loin du cadre idéal des mangas classiques et on voit bien l'effort d'une représentation et d'une évolution de ses personnages dans un univers crédible.
La mise en scène est également remarquable par son dynamisme parfois difficile à saisir mais qui plonge le lecteur dans l'action ; l'immersion se fait naturellement.
L'auteur ne passe pas de message particulier dans ses histoires, mais propose des individus non manichéens ayant leur propre morale. Les filles ont une place privilégiée ; sages et posées, elles « encadrent » les personnages masculins.

## Œuvres
- 1995 : September Kiss, pré-publié dans le magazine Hot Milk
- 1996–1998 : Burn Up W
- La Caresse du fouet (titre d'un recueil de plusieurs mangas érotiques de l'auteur) 
  - La Caresse du fouet (Silky Whip)[réf. nécessaire]
  - 1996 : Engine Room (エンジンルーム?)[réf. nécessaire]
  - 1997 : 5-Five[réf. nécessaire]
  - 1998 : Junk Story ((鉄屑物語・ジャӥ)?)[réf. nécessaire]
- 1997-2010 : Enfer et Paradis
- 1999-2001 : Majin Devil
- 1999 : Himiko-den
- 2002-2012 : Air Gear
- 2004 : Naked Star
- 2012-2017 : Biorg Trinity
- 2018-2023 : Bakemonogatari (化物語)[3](en tant que dessinateur)

### Participation
- Tekken 5 (costume d'Asuka Kazama, Yoshimitsu)
- SoulCalibur IV (personnage bonus Ashlotte)
- Himiko-den (chara design du jeu vidéo)

### Dossier AnimeLand
1. ↑  « Que les fans appellent « les trois trésors divins » en référence aux artefacts impériaux que sont le miroir, le sabre et les perles », p. 24
2. ↑  « […] chaque personnage a un caractère de pin-up. », p. 25
3. ↑  « Le Japon d'Oh!Great n'est pas l'image de bonheur et de loyauté que nous donnent ses confrères. », p. 25
4. ↑  « […] des envolées graphiques d'Air Gear où se sont des graffitis qui accompagnent les rollers dans l'air. », p. 25
5. ↑  « […] Il n'y a pas de bien ou de mal. », p. 25
6. ↑  « Les héroïnes […] ont toujours un rôle important et sont là pour freiner la bêtise des hommes. », p. 25